# Шестигранный шлиц

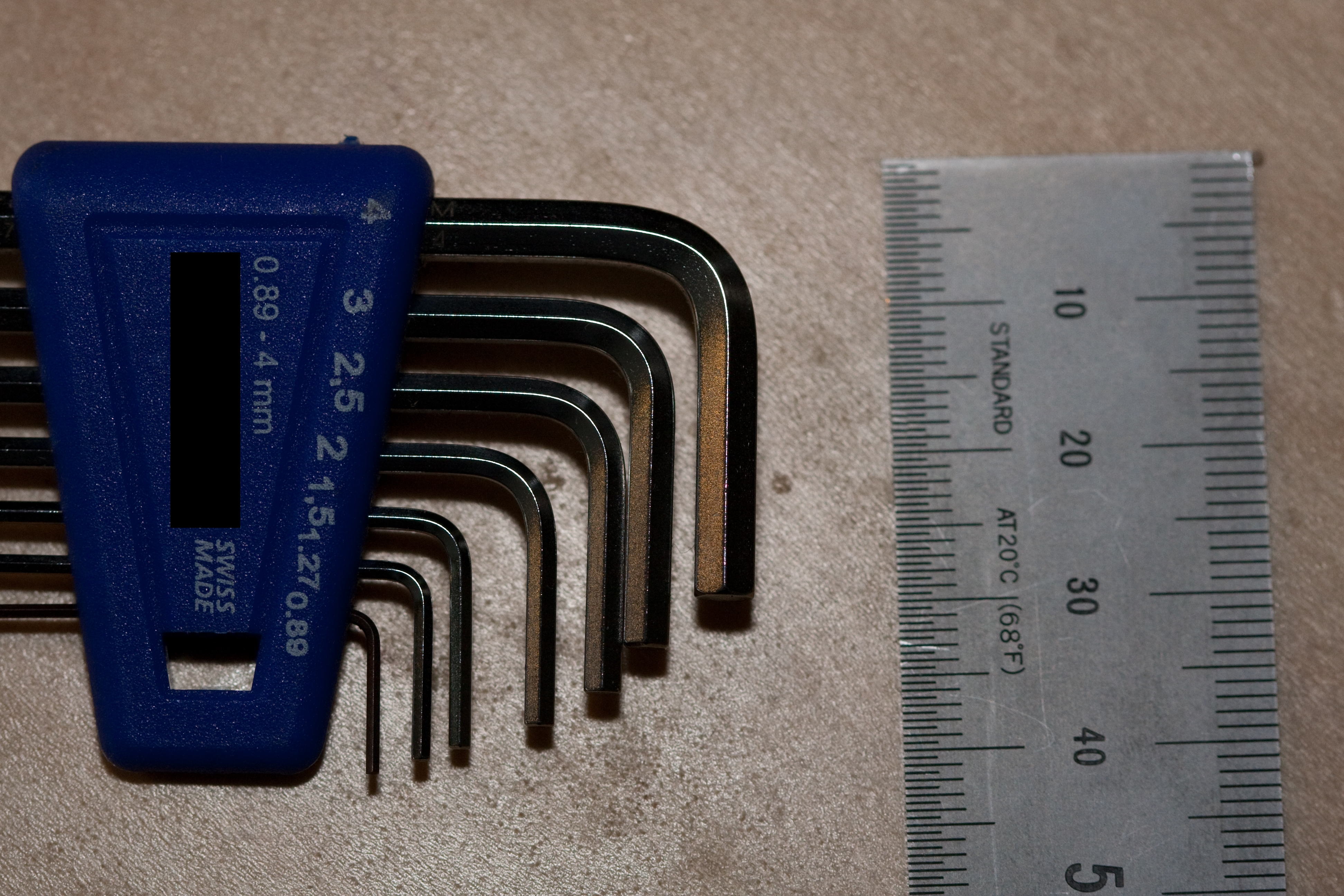
Инбусовые ключи различных размеров

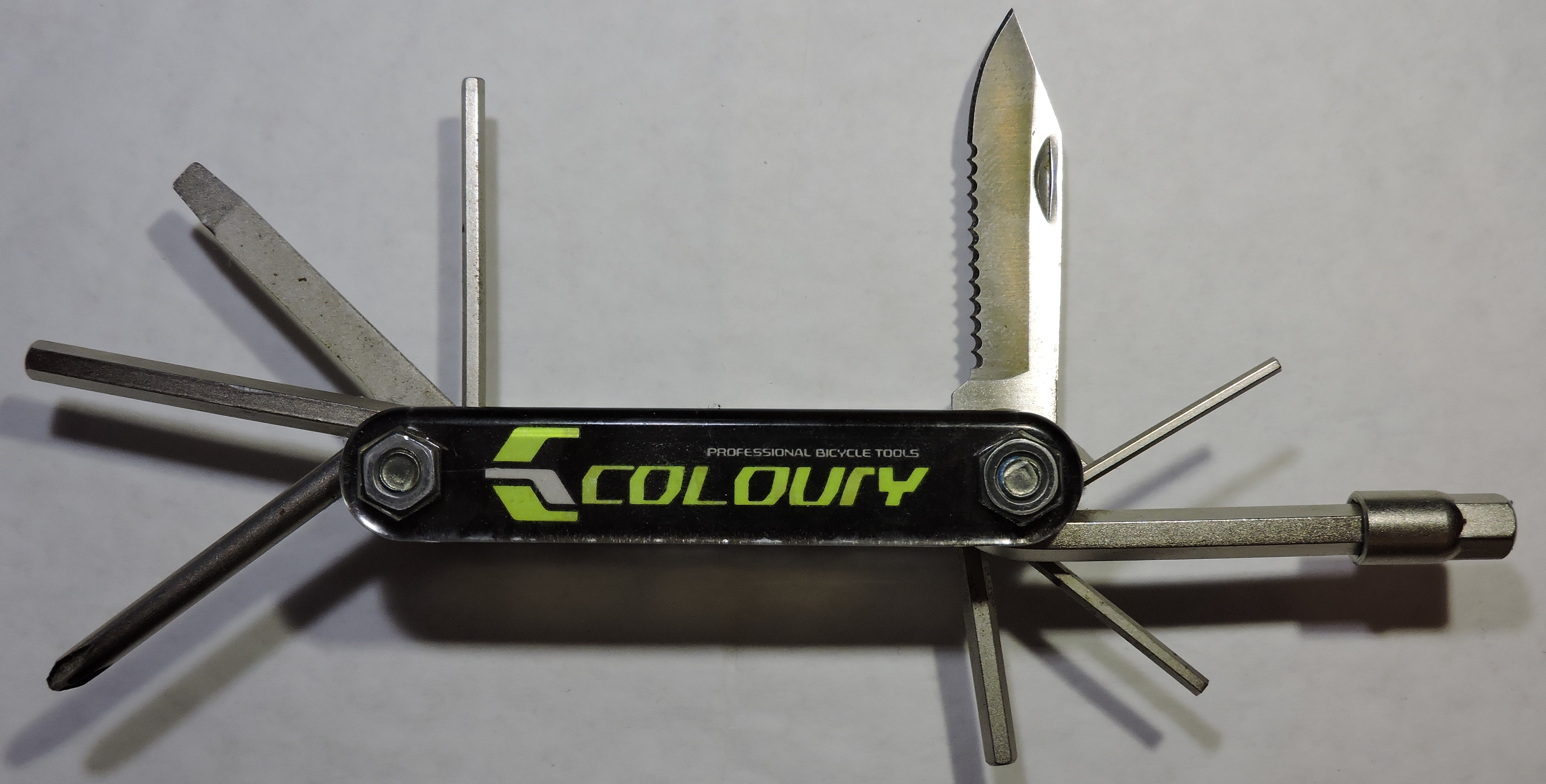
Складной набор для ремонта велосипеда. Помимо ножа и пары отвёрток имеет традиционные шестигранные ключи

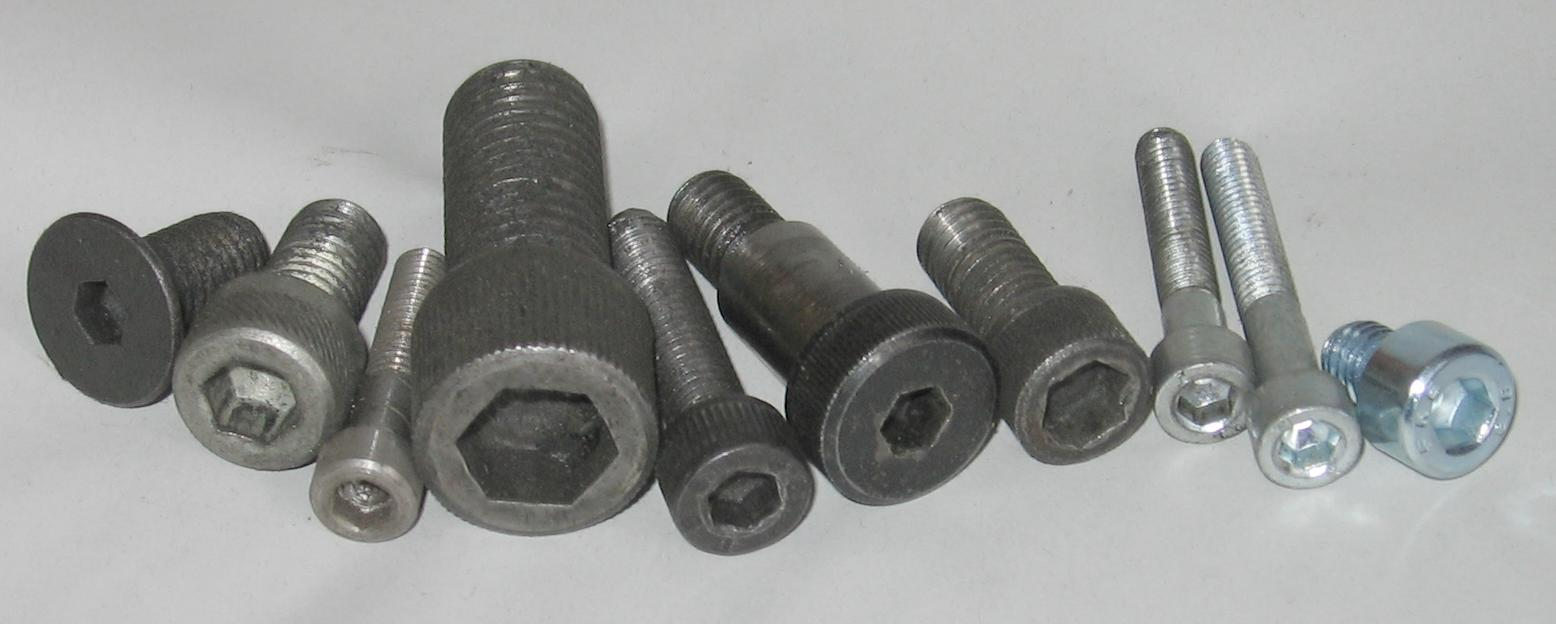
Винты с цилиндрической головкой и внутренним шестигранником

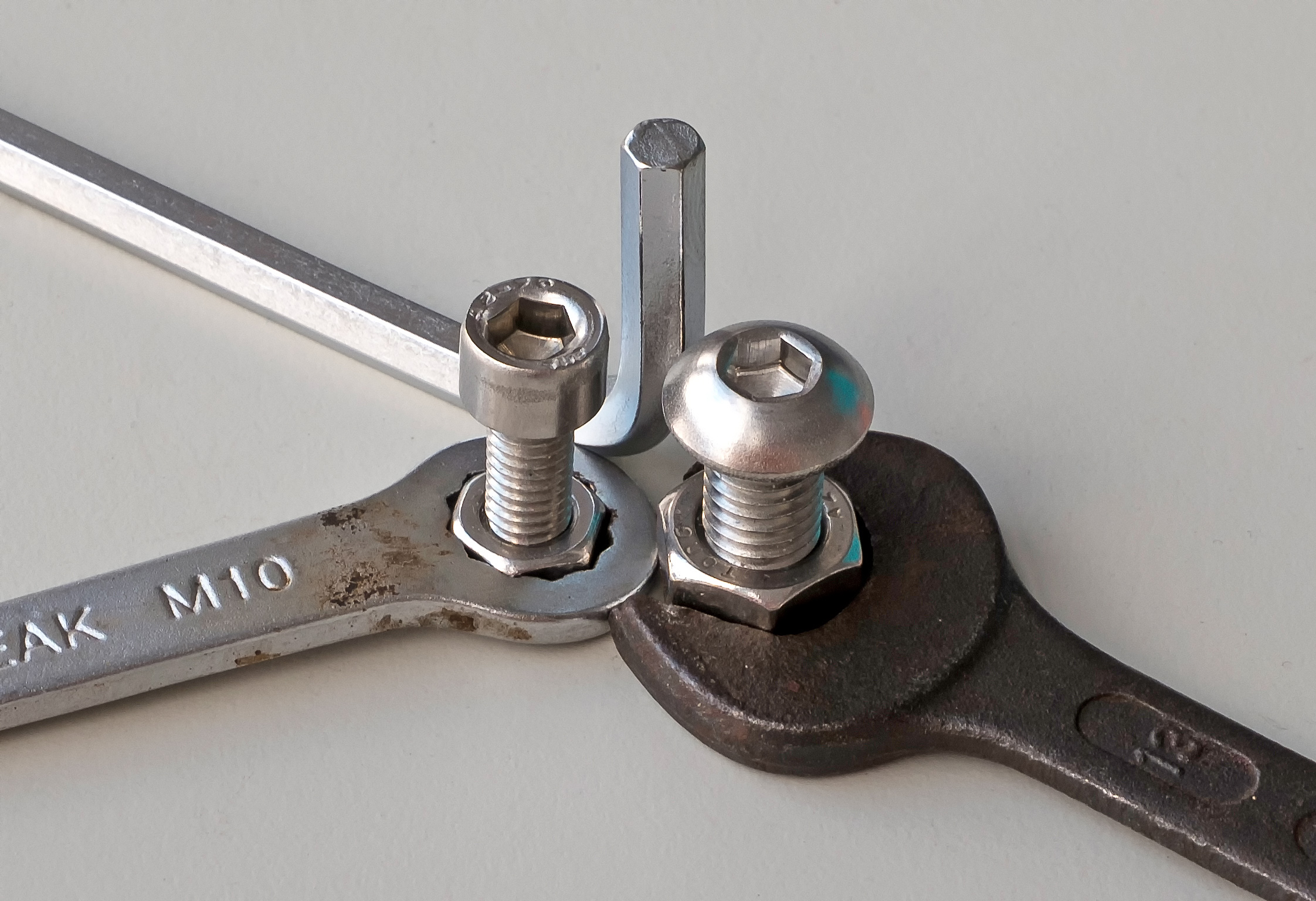
Шестигранник 5 мм с винтами М6 и М8, к которым он подходит

Шестигранный шлиц — вид шлица резьбовых крепёжных изделий в форме правильного шестиугольника. Используется, в частности, в машиностроении, мебельной, авиационной и автомобильной и велопромышленности.

## Описание
Головка крепёжного изделия обычно имеет цилиндрическую форму с шестигранным углублением. Для работы со шлицами данного вида используется шестигранный ключ (инбусовый ключ) или же бита с соответствующим наконечником.
Номинальным размером шлица и ключа является расстояние между противоположными параллельными гранями шестигранника, которое выражается в миллиметрах (методика измерения и допуски приведены в ГОСТ 8560—78) или долях дюйма.
Шестигранный шлиц следует отличать от других похожих типов, например, в виде шестилучевой звезды (Torx). Также различаются шестигранные ключи и торцевые ключи с внутренним шестигранником (в виде шестигранной трубки). Последние предназначены для работы с гайками, и обычными винтами и болтами с шестигранной головкой.

## Ключи и отвёртки

### Инбусовый ключ

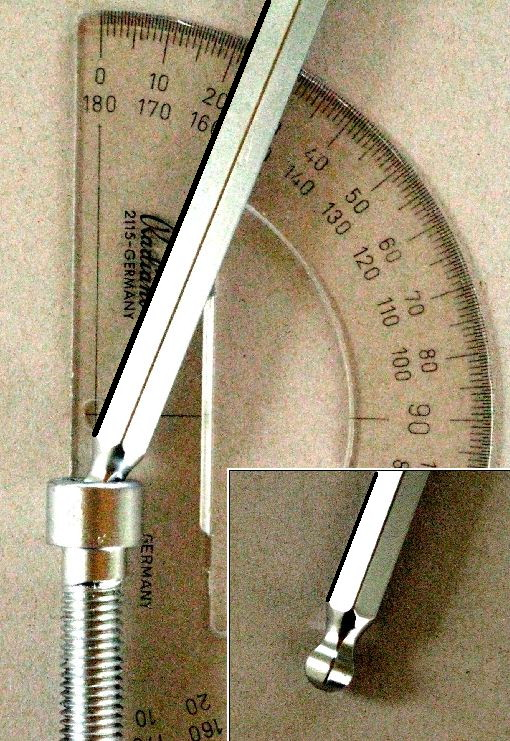
Инбусовый ключ с шарообразным наконечником позволяет отклонять его на некоторый угол при использовании

INBUS — зарегистрированная торговая марка Acument Global Technologies, обозначающая форму шестигранного ключа и соответствующего углубления в крепёжной детали. Как правило изготавливается в виде Г-образно загнутого шестигранного стержня, и часто называется шестигранным ключом.
Название инбус является аббревиатурой от нем. Innensechskantschraube Bauer und Schaurte — винт с внутренним шестигранником Bauer & Schaurte. В 1936 году фирмой «Bauer & Schaurte» из Нойса в Германии (в настоящее время принадлежит концерну Textron) был применён новый тип винтов с шестигранным углублением, что позволило по сравнению с крестообразным углублением увеличить крутящий момент примерно в 10 раз..

### Ключ Аллена
Считается, что шестигранные ключи были изобретены независимо в разных странах. Например, в США шестигранные ключи называют ключом Аллена. В 1875 году был зарегистрирован патент на разные типы шлицев, среди которых также фигурировал и шестигранный ключ. В 1908 году Петер Робертсон первым запатентовал способ изготовления квадратных ключей, а уже в 1910 Уильям Аллен запатентовал изготовление шестигранных ключей, которые производились его компанией Allen Manufacturing Company of Hartford. Говард Галоуэлл излагает другую версию событий, в соответствии с которой основанная им компания Standard Pressed Steel Company (SPS) в 1911 году независимо разработала способ изготовления ключей и начала их производство, столкнувшись со сложностями изготовления крепежа с квадратным шлицем Робертсона.

## Маркировка и размеры
Ключи и отвертки измеряются по расстоянию между параллельными гранями (в ключе Torx — по расстоянию между диаметрально противоположными зубцами). Современная маркировка метрических ключей содержит только размер ключа в миллиметрах. Иногда на ключи наносится маркировка с буквой «М», например М4 или М6.
Стандартные метрические размеры определены в ISO 2936:2001 «Assembly tools for screws and nuts—Hexagon socket screw keys» (также известном как DIN 911), и в миллиметрах составляют:
- 0,7; 0,9; 1,0; 1,25; 1,3 и 1,5;
- от 2 до 6 с приращением в 0,5;
- от 7 до 22 с приращением в 1;
- 24, 25, 27, 30, 32, 36, 42 и 46 мм.

Помимо метрических, используются также и дюймовые размеры ключей, которые определены в стандарте ANSI/ASME B18.3-1998 «Socket Cap, Shoulder, and Set Screws (Inch Series)». Хороший пример — мотоциклы Harley Davidson традиционно изготавливаются только в дюймовой системе мер, как в отношении используемых резьбовых соединений, так и в отношении размеров ключей.
Дюймовый ключи могут иметь маркировку SW с размером шлица в долях дюйма. Стандартом определены размеры без ограничения на появление новых. В таблице приведены распространённые размеры, жирным выделены те, которые определены стандартом.
| Размер в долях дюйма                    | 1/20 | 1/16 4/64 | 5/64     | 3/32 6/64 | 7/64     | 1/8 8/64 | 9/64     | 5/32 10/64 | 3/16 12/64 | 7/32 14/64 | 1/4 16/64 | 5/16 20/64 | 3/8 24/64 | 7/16 28/64 | 1/2 32/64 | 5/8 40/64 | 3/4   |
| Математический перевод долей дюйма в мм | 1,27 | 1,5875    | 1,984375 | 2,38125   | 2,778125 | 3,175    | 3,571875 | 3,96875    | 4,7625     | 5,55625    | 6,35      | 7,9375     | 9,525     | 11,1125    | 12,7      | 15,875    | 19,05 |

Использование метрических ключей в дюймовом крепеже и наоборот ведёт к разрушению шлица или инструмента, так же как и использование неверного размера ключа (ключ должен плотно входить в отверстие на крепеже). Исключением являются только размеры 5/32 и 5/16 для метрических ключей 4 мм и 8 мм соответственно — они практически точно подходят, поэтому считаются предпочтительными для использования в продукции, например требующей самостоятельной сборки, ввиду того, что найти дюймовый ключ в России или ряде стран Европы можно только в специализированных магазинах.

## Варианты
Существует версия ключей с отверстием, называемая антивандальной. Суть в том, что в центре отверстия крепежа есть штырек, препятствующий использованию обычных ключей. Подходящие ключи имеют соответствующее отверстие в центре, не изготавливаются в виде Г-образного ключа и реже продаются. Как правило, они выполнены в виде отвёртки-вставки для инструмента, работающего со вставками. Ключи Torx также имеют такой вариант.
Для работы под углом длинный конец Г-образного ключа может быть сделан в виде шара, который позволяет закручивать винты под углом к оси резьбы. Этот вид ключей был придуман Bondhus Corporation в 1964 году. Обычно этим концом винт только завинчивают, а затягивают уже коротким концом, потому что, во-первых, шаровое соединение слабее, а, во-вторых, длинный конец имеет больший рычаг.